# پانونیا فیلم‌استودیو
پانونیا فیلم‌استودیو (مجاری: Pannónia Filmstúdió) که گاهی از آن با عنوان «مافیلم پانونیا فیلم‌استودیو» هم یاد می‌شود، بزرگترین استودیوی ساخت کارتون و انیمیشن در کشور مجارستان است که دفتر اصلی آن در شهرِ بوداپست واقع شده‌است.
این استودیو نخست، زیرمجموعه‌ای از «شرکت تولید فیلم مجارستان» بود و در سال ۱۹۵۱ میلادی برپا شد و در سال ۱۹۵۷ میلادی، از آن مستقل شد. پس از آن، بیش سه دهه، این استودیوی انیمیشن، به تولید انحصاریِ تعدادِ فراوانی کارتون پرداخت تا آنکه در سال ۱۹۹۰ میلادی، با تغییرِ سیاست‌های دولت مجارستان، امتیاز انحصاری خود را در تولید انیمیشن از دست داد و بودجهٔ دولتی‌اش نیز قطع شد. این کمپانی تا سال ۲۰۰۴ میلادی به تولید کارتون و انیمیشن ادامه داد و بابت تولیدات خود، برندهٔ جوایز فراوانی شد.

## فیلم‌ها

### فیلم کوتاه پویانمایی
- مگس[۱][۲] (۱۹۸۰)

### سریال‌های پویانمایی
- تیلز، بلای جان گربه‌ها (۱۹۷۱)
- آقای با (۱۹۷۳)
- عنکبوت آبی (۱۹۷۸)
- پوم پوم (۱۹۷۸)
- وروجک و آقای نجار (۱۹۸۲)

### فیلم بلند پویانمایی
- اسب آبی (۱۹۷۱)
- یانوش پهلوان (۱۹۷۳)
- ووک (۱۹۸۱)
- سافی (۱۹۸۱)